# Mzwandile Ngubeni
Mzwandile Ngubeni (ur. 1982) – południowoafrykański aktor filmowy i teatralny. W Polsce jest znany z roli Kalego w filmie Gavina Hooda z 2001 roku W pustyni i w puszczy. W filmie wystąpił wspólnie z inną południowoafrykańską aktorką, Lungile Shongwe – odtwórczynią roli Mei.
Przygotowując się do roli Kalego, Mzwandile Ngubeni – podobnie jak Shongwe – musiał się nauczyć polskich dialogów, mimo że nie znał wcześniej języka polskiego.

## Filmografia
- 2001: Agent Jej Królewskiej Mości 2 (ang. Witness to a Kill) jako Bellhop
- 2001: W pustyni i w puszczy (film) jako Kali
- 2001: W pustyni i w puszczy (serial) jako Kali
- 2008: Jerusalema jako młody Bull